# Matrix (Hörfunksendung)
Matrix ist eine Computersendung auf Ö1. Sie wird seit dem 7. Mai 1995 ausgestrahlt und bezeichnet sich selbst als "Magazin zur Netzkultur". Der Name "Matrix" geht auf den populären Roman Neuromancer zurück, den der US-amerikanische Science-Fiction-Autor William Gibson 1984 veröffentlicht hat ("... und immer noch sah er im Schlaf die Matrix, ein helles Gitter der Logik, das sich über der farblosen Leere ausbreitete").

## Themen und Sendezeit
Matrix hat sich zum Ziel gesetzt, "über den Rand des Computermonitors hinauszublicken" und sich nicht auf Technikberatung zu beschränken. Formal ist die Hörfunksendung eine Mischung aus Magazin und Feature mit Themen wie "Big Brother im Büro" und "Vom Spielfilm zum Filmspiel. Wie Games und Movies zusammenwachsen".
Vergleichbare Sendungen: Chaosradio (rbb) und Chippie (hr; eingestellt). Producer von Matrix ist der Journalist und Autor Franz Zeller.
Matrix wird im ORF Radioprogramm Ö1 freitags um 19.05 Uhr gesendet.